# Srednjoameričke igre 2006.
Srednjoameričke igre 2006. bile su višesportski događaj država Srednje Amerike, održan od 3. do 12. ožujka 2006. u nikaragvanskom gradu Managui. Igre su prvotno zakazane između 9. i 18. prosinca 2005. u Gvatemali uz podršku Salvadora. Međutim, štete uzrokovane uraganom u listopadu 2005. godine dovele su do odgode. Igre je otvorio predsjednik ORDECA Melitona Sánchez iz Paname, a održane su i u ostale četiri zemlje. Natjecanje je održano u 19 športova na raznim mjestima, a Salvador na kraju ipak nije sudjelovao.

## Mjesta održavanja
- : atletika, bejzbol, bodybuilding, boks.
- : košarka, mačevanje, softball, plivanje, hrvanje.
- : šah, racquetball, taekwondo, triatlon.
- : biciklizam, jahanje, streljaštvo, dizanje utega.
- : judo, stolni tenis.